# Borne (bij Staßfurt)
Borne is een gemeente in de Duitse deelstaat Saksen-Anhalt en maakt deel uit van de Landkreis Salzlandkreis.
Borne telt 1.177 inwoners.
Alsleben (Saale) ·
Aschersleben ·
Barby ·
Bernburg (Saale) ·
Bördeaue ·
Börde-Hakel ·
Bördeland ·
Borne ·
Calbe (Saale) ·
Egeln ·
Giersleben ·
Güsten ·
Hecklingen ·
Ilberstedt ·
Könnern ·
Nienburg (Saale) ·
Plötzkau ·
Schönebeck ·
Seeland ·
Staßfurt ·
Wolmirsleben